# 非锡安主义
非锡安主义（英語：Non-Zionism）是一种政治立场，指那些“愿意支持犹太人在巴勒斯坦定居……但自己不会参与阿利亚（移居）”的犹太人。
这一趋势始于20世纪最初几十年里的美国，当时“越来越多美国化犹太人的舆论开始从反锡安主义立场转向支持锡安主义或非锡安主义……非锡安主义者愿意为侨居各地的犹太人提供财政和外交上的支持，以建立一个犹太家园，但这一切并非出于自身利益或精神寄托，而是为了那些选择在那片土地上居住的犹太人。”